# Jeff Norton (Eishockeyspieler)
Jeffrey Thomas „Jeff“ Norton (* 25. November 1965 in Acton, Massachusetts) ist ein ehemaliger US-amerikanischer Eishockeyspieler, der während seiner aktiven Karriere zwischen 1988 und 2003 unter anderem 862 Spiele für die New York Islanders, San Jose Sharks, St. Louis Blues, Edmonton Oilers, Tampa Bay Lightning, Florida Panthers, Pittsburgh Penguins und Boston Bruins in der National Hockey League auf der Position des Verteidigers bestritten hat. Sein jüngerer Bruder Brad Norton war ebenfalls professioneller Eishockeyspieler.

## Karriere
Norton spielte zunächst drei Jahre von 1984 bis 1987 an der University of Michigan in der Central Collegiate Hockey Association, einer Division im Spielbetrieb der National Collegiate Athletic Association. Während dieser Zeit war er bereits im NHL Entry Draft 1984 in der dritten Runde an 62. Position von den New York Islanders aus der National Hockey League ausgewählt worden. Sein hervorragendes letztes Jahr am College bescherte ihm – neben der Nominierung für das CCHA Second All-Star Team – eine Einladung für die US-amerikanische Nationalmannschaft, die sich die gesamte Saison 1987/88 auf die bevorstehenden Olympischen Winterspiele in Calgary vorbereiten sollte. Norton schaffte letztendlich den Sprung in den Teamkader und nahm somit am olympischen Eishockeyturnier teil.
Nach den Winterspielen unterzeichnete der Verteidiger einen Vertrag bei den New York Islanders in der NHL und lief in 15 Spielen in der Saison 1987/88 für den Klub auf. Der US-Amerikaner blieb bis zum Sommer 1993 beim Franchise aus Long Island, wo er große Teile der Spielzeit 1991/92 wegen einer Hüftverletzung verpasste. Danach begann seine Reise durch die NHL. Zunächst spielte er von Oktober 1993 bis März 1995 bei den San Jose Sharks, wurde dann zu den St. Louis Blues abgegeben, wo er bis Januar 1996, als er gemeinsam mit Donald Dufresne für Ken Sutton und Igor Krawtschuk zu den Edmonton Oilers transferiert wurde, blieb. Diese gaben ihn im März 1997 zu den Tampa Bay Lightning ab. Auch dort blieb Norton nur bis zum Januar 1998, ehe er zu den Florida Panthers transferiert wurde. Bereits im November 1998 kehrte Norton den Panthers den Rücken und wechselte zurück nach San Jose, wo er bereits in den Spielzeiten 1993/94 und 1994/95 unter Vertrag stand. Der US-Amerikaner blieb jedoch nur bis zum Ende der Saison 1999/00 bei den Kaliforniern. Als Free Agent unterzeichnete er im November 2000 zunächst einen Vertrag bei den Pittsburgh Penguins, die in aber bereits im März 2001 wieder nach San Jose schickten. Dort bestritt Norton den Rest der Saison, um dann für die Saison 2000/01 wieder bei den Florida Panthers zu unterschreiben. Eine erlittene Knieverletzung zum Beginn der Saison zwang ihn lange zu pausieren, was die Boston Bruins aber nicht davon abhielt, ihn im März 2001 für den Rest der regulären Saison und die Playoffs zu verpflichten. Nach dem Ausscheiden der Bruins aus den Playoffs beendete Norton seine 15-jährige NHL-Karriere und ließ seine aktive Laufbahn in der Saison 2002/03 bei Frisk Asker in der norwegischen Eliteserien ausklingen.
Insgesamt spielte Norton für acht verschiedene NHL-Franchises und wechselte im Verlauf seiner Karriere zehnmal das Team. Namhafte Spieler, die in Transfergeschäfte mit Norton verwickelt waren, sind Craig Janney, Dino Ciccarelli und Johan Hedberg. Seine beste NHL-Saison hatte er in der Saison 1989/90, als er in 60 Spielen für die Islanders 53 Punkte erzielen konnte.

### International
Neben seiner Teilnahme an den Olympischen Winterspielen 1988 im kanadischen Calgary, bei denen die US-Amerikaner den siebten Platz belegten, gehörte Norton auch zum amerikanischen Aufgebot bei den Weltmeisterschaften 1989 in Schweden und 1990 in der Schweiz. Mit den Plätzen 6 und 5 im Endklassement blieb ihm auch dort der Gewinn einer Medaille verwehrt.

## Erfolge und Auszeichnungen
- 1987 CCHA Second All-Star Team

## Karrierestatistik

### International
Vertrat die USA bei:
- Olympischen Winterspielen 1988
- Weltmeisterschaft 1989
- Weltmeisterschaft 1990

(Legende zur Spielerstatistik: Sp oder GP = absolvierte Spiele; T oder G = erzielte Tore; V oder A = erzielte Assists; Pkt oder Pts = erzielte Scorerpunkte; SM oder PIM = erhaltene Strafminuten; +/− = Plus/Minus-Bilanz; PP = erzielte Überzahltore; SH = erzielte Unterzahltore; GW = erzielte Siegtore; 1 Play-downs/Relegation; Kursiv: Statistik nicht vollständig)